# Liste der Monuments historiques in Meursac
Die Liste der Monuments historiques in Meursac führt die Monuments historiques in der französischen Gemeinde Meursac auf.

## Liste der Bauwerke
| Bezeichnung          | Beschreibung                        | Standort | Kennzeichnung | Schutzstatus | Datum | Bild           |
| -------------------- | ----------------------------------- | -------- | ------------- | ------------ | ----- | -------------- |
| Château de Chatelars | Schloss aus dem 15./16. Jahrhundert | (Lage)   | PA17000042    | Inscrit      | 2001  |                |
| Kirche St-Martin     | Erbaut im 12./13. Jahrhundert       | (Lage)   | PA00104804    | Classé       | 1909  | weitere Bilder |
| Befestigungsanlage   | Reste einer Motte                   | (Lage)   | PA00104805    | Classé       | 1936  |                |

## Liste der Objekte

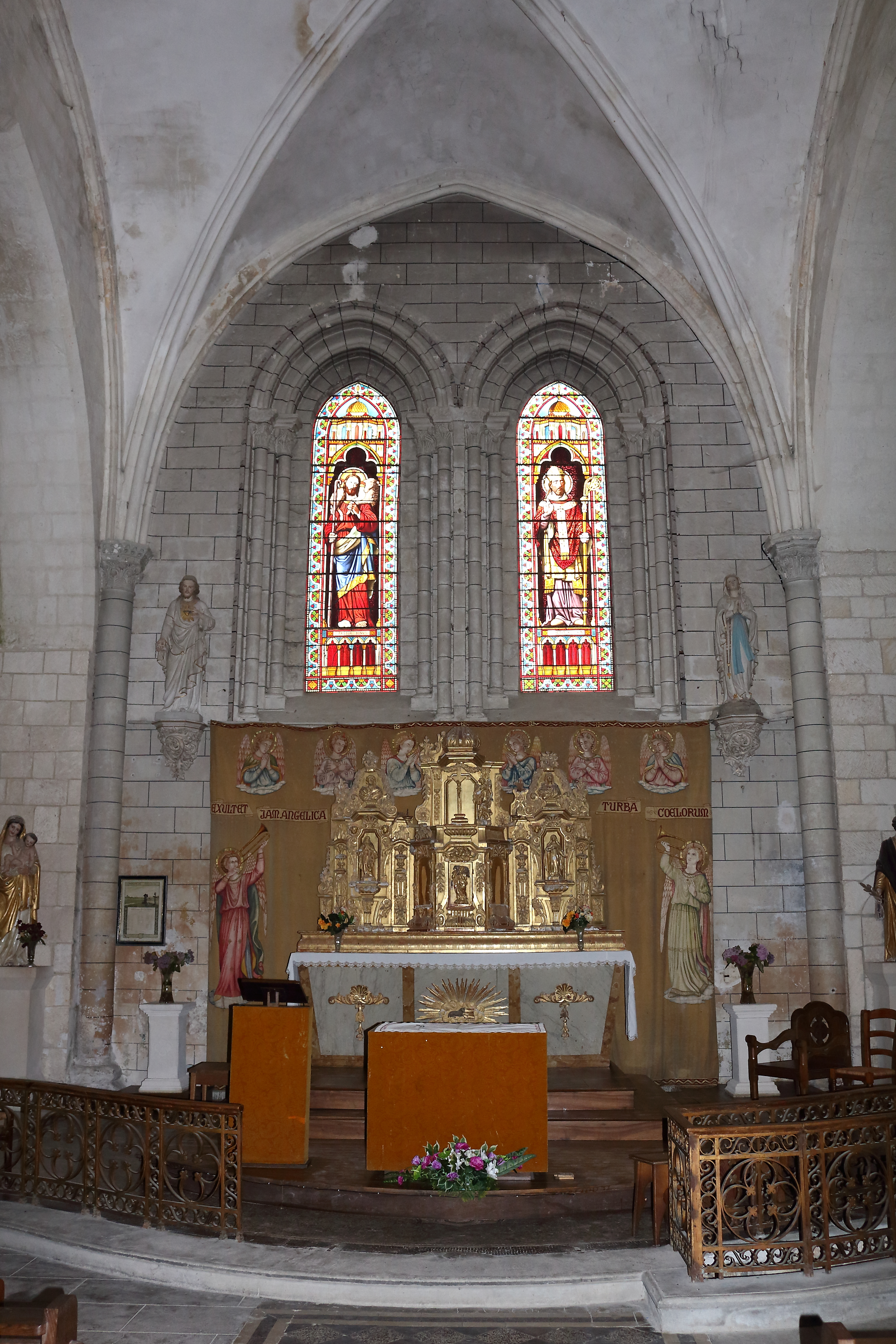
Retabel in der Kirche St-Martin

- Monuments historiques (Objekte) in Meursac in der Base Palissy des französischen Kultusministeriums